# Consejo Legislativo del Estado Apure
El Consejo Legislativo del Estado Apure (CLEA), es el Parlamento unicameral que representa el Poder Legislativo de ese Estado Federal de los llanos de Venezuela.
El Consejo Legislativo tiene como función general sancionar las leyes relativas a Apure, aprobar el presupuesto del estado, designar o destituir al contralor del estado, evaluar el informe anual del gobernador, enmendar o proponer cambios a la Constitución del Estado Apure y controlar los órganos de la administración del estado, autorizar créditos adicionales, entre otras.
El parlamento regional del Estado Apure es unicameral y está compuesto por siete (7) diputados o legisladores regionales que son electos cada 4 años, bajo un sistema mixto de representación, por un lado se eligen un grupo de diputados por lista bajo el método D'Hont a nivel estatal y por otro lado se eligen por voto directo candidatos nominales por circunscripción definida, pudiendo ser reelegidos para nuevos períodos consecutivos, y con la posibilidad de ser revocados a la mitad de su período constitucional.

## Sede
Su sede esta en la calle 8 de las Queseras del Medio, en la ciudad capital del estado, San Fernando de Apure.

## Funciones
La Cámara elige de su seno, una Junta Directiva integrada por un Presidente y un Vicepresidente, adicionalmente se elige a un Secretario fuera de su seno. Al igual que en la Asamblea Nacional, el Parlamento regional conforma Comisiones permanentes de trabajo que se encargan de analizar los diferentes asuntos que las comunidades plantean, ejerciendo la vigilancia de la administración del Estado con el auxilio de la Contraloría General del Estado, así como la discusión y aprobación de los presupuestos de la cámara y del poder ejecutivo.
Las funciones de los consejos legislativos regionales de Venezuela se detallan en la Ley Orgánica de los Consejos Legislativos de los Estados publicada en Gaceta Oficial de la República Bolivariana de Venezuela del 13 de septiembre de 2001

### VI Legislatura (2021-2025) Actual
En la elecciones regionales de Venezuela de 2021, la alianza del GPP obtuvo 5 de los 7 escaños del parlamento regional, distribuidos de la forma siguiente: 3 del PSUV, 1 del partido UPV y el último mediante la elección de los pueblos originarios es decir la representación indígena, todos esto en apoyo al candidato oficialista para este estado el profesor Eduardo Piñate, quien resultó electo para el cargo de gobernador. Por su parte la MUD, obtuvo 2 escaños, en la fórmula que acompañara al segundo Candidato a la Gobernación con más votos obtenidos, el farmacéutico Luis Lippa.
| Alianza / Partido Político | Alianza / Partido Político            | Diputados |
| -------------------------- | ------------------------------------- | --------- |
| Polo Patriótico            | Polo Patriótico                       | 5         |
|                            | Partido Socialista Unido de Venezuela | 3         |
|                            | Unidad Popular de Venezuela           | 1         |
|                            | Representación Indígena               | 1         |
| Plataforma Unitaria        | Plataforma Unitaria                   | 2         |
|                            | Mesa de la Unidad Democrática         | 2         |

## Legislaturas Previas

### I Legislatura (2000-2004)
En las elecciones del 30 de julio de 2000, el partido MVR y el partido socialdemócrata Acción Democrática obtuvieron igual número de escaños (3 legisladores) pero el legislador indígena obtenido por Conive le dio mayoría simple al partido del gobierno, MVR
| Alianza / Partido Político | Alianza / Partido Político  | Diputados |
| -------------------------- | --------------------------- | --------- |
| Revolución Bolivariana     | Revolución Bolivariana      | 4         |
|                            | Movimiento Quinta República | 3         |
|                            | Representación Indígena     | 1         |
| Coordinadora Democrática   | Coordinadora Democrática    | 3         |
|                            | Acción Democrática          | 3         |

### II Legislatura (2004-2008)
En las elecciones regionales de octubre de 2004, el MVR obtuvo mayoría absoluta al obtener sin sus aliados 5 de los 7 escaños en disputa, los partidos opositores al chavismo redujeron su participación al conseguir solo 1 legislador electo por F.C:
| Alianza / Partido Político | Alianza / Partido Político  | Diputados |
| -------------------------- | --------------------------- | --------- |
| Revolución Bolivariana     | Revolución Bolivariana      | 6         |
|                            | Movimiento Quinta República | 5         |
|                            | Representación Indígena     | 1         |
| Coordinadora Democrática   | Coordinadora Democrática    | 1         |
|                            | FC                          | 1         |

### III Legislatura (2008-2012)
En las elecciones regionales realizadas el 23 de noviembre de 2008, la alianza UVE-PSUV que respaldo al gobernador Jesús Aguilarte obtuvo la mayoría absoluta y aumentó su representación (1 Legislador más) al alcanzar 6 legisladores de 7 en disputa, los partidos de oposición al Gobernador quedaron representados por 1 legislador de AD:
| Alianza / Partido Político    | Alianza / Partido Político            | Diputados |
| ----------------------------- | ------------------------------------- | --------- |
| Polo Patriótico               | Polo Patriótico                       | 6         |
|                               | Partido Socialista Unido de Venezuela | 5         |
|                               | Representación Indígena               | 1         |
| Mesa de la Unidad Democrática | Mesa de la Unidad Democrática         | 1         |
|                               | Acción Democrática                    | 1         |

### IV Legislatura (2013-2017)
El 16 de diciembre en las elecciones regionales de Venezuela de 2012, el partido oficialista PSUV que respalda al gobernador Ramón Carrizalez, obtuvo la mayoría absoluta lo que terminó desplazando por completo a su oposición de ese estado que quedó sin ninguna representación:
| Alianza / Partido Político | Alianza / Partido Político            | Diputados |
| -------------------------- | ------------------------------------- | --------- |
| Polo Patriótico            | Polo Patriótico                       | 7         |
|                            | Partido Socialista Unido de Venezuela | 6         |
|                            | Representación Indígena               | 1         |

### V Legislatura (2018-2022)
En esta elección el Gran Polo Patriótico (a través del PSUV y la representación indígena) alcanza la totalidad de los escaños de la cámara. Esta alianza, en las elecciones de concejos legislativos realizada el 20 de mayo de 2018, logra ganar todos los curules de la cámara, explicado principalmente por la decisión de los principales partidos políticos, opositores al gobierno de Nicolás Maduro, de no participar en las elecciones
| Alianza / Partido Político | Alianza / Partido Político            | Diputados |
| -------------------------- | ------------------------------------- | --------- |
| Polo Patriótico            | Polo Patriótico                       | 7         |
|                            | Partido Socialista Unido de Venezuela | 6         |
|                            | Representación Indígena               | 1         |